# Cantone di Versailles-1
Il Cantone di Versailles-1 è una divisione amministrativa dell'Arrondissement di Versailles.
È stato istituito a seguito della riforma dei cantoni del 2014, che è entrata in vigore con le elezioni dipartimentali del 2015.
Comprende la parte settentrionale del comune di Versailles.